# Estheria angustifrons
Estheria angustifrons là một loài ruồi trong họ Tachinidae.